# モーガンヒル (カリフォルニア州)
モーガンヒル（Morgan Hill）は、アメリカ合衆国カリフォルニア州のサンタクララ郡にある都市。人口は4万5483人（2020年）。サンノゼの南東30キロメートルに位置しており、カルトレインが連絡している。富裕層の住民が多い。
自転車メーカースペシャライズドの本社が立地している。日本企業の中ではアンリツの北米本部の規模が大きい。他にはドイツのインフィニオン・テクノロジーズの事業所がある。

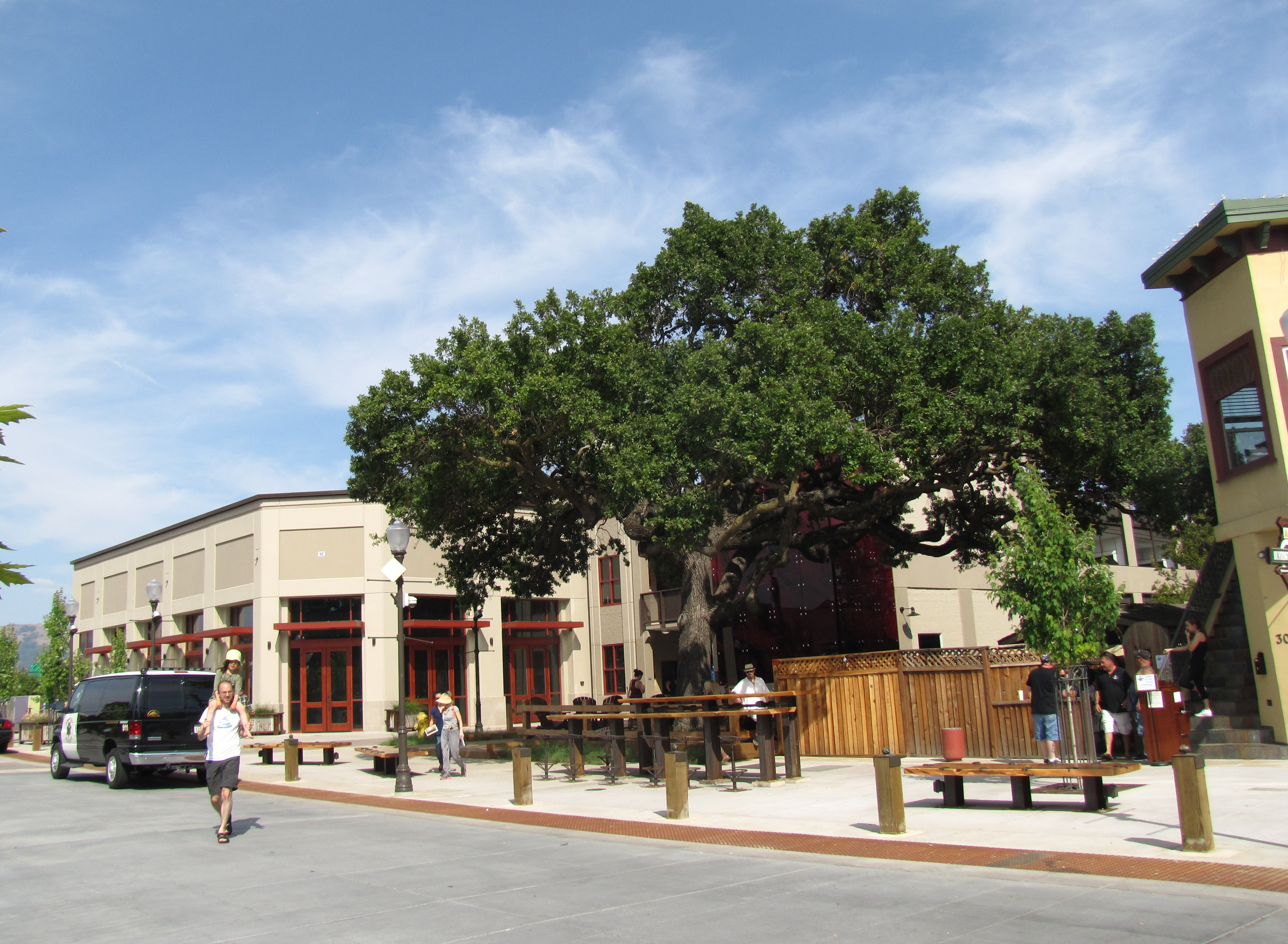
ダウンタウン

東京都瑞穂町の姉妹都市である。